# La Palma (Cundinamarca)
La Palma es un municipio ubicado al noroccidente del departamento de Cundinamarca, a 150 km de Bogotá. 

## Toponimia

### Origen lingüístico[4]
- Familia lingüística:
- Lengua:

### Significado
La palabra palma se origina en el latín palmaris-palma y hace referencia a la "hoja de la palmera y al árbol de palmera".

### Origen / Motivación
El nombre de La Palma le fue otorgado a la población con relación a la gran cantidad de palmas presentes en la región cuando esta se pobló. Durante la época colonial las hojas de las palmas se usaban para las cubiertas de las casas.

### Nombres históricos
- Paribarí (prehispánico)
- Nuestra Señora de La Palma (1561)
- Ciudad de La Ronda (1563)
- Nuestra Señora de la Asunción de La Palma de la Ronda (1563)
- Nuestra Señora de Asunción de La Palma (época republicana).

## Historia
En la época precolombina, el territorio del actual municipio de La Palma estuvo habitado por los indígenas tapace, «Piedra Ardiente», pero los muiscas les dieron el nombre de Colimas, que significa «crueles» o «sanguinarios».

### Nuevo Reino de Granada
La población se fundó el 19 de noviembre de 1561 en el sitio que los naturales llamaban Paribarí por Antonio de Toledo con el nombre de Villa de Nuestra Señora de La Palma, pero la población fue abandonada por los encomenderos.
El 7 de septiembre de 1562, la Real Audiencia de Santafé ordenó a Toledo la re-edificación de la villa en el mismo sitio donde la había fundado. Su reconstrucción se inició el 13 de noviembre de ese año con el nombre de "La Ronda" en el sitio de Amonca; fue fundada por el capitán Diego Gutiérrez de Ovalle el 16 de junio de 1563, a 5 km del sitio anterior. En 1581 se le restituye el nombre de ciudad de La Palma.
Los franciscanos fundaron en 1566 un convento y trajeron una imagen de la virgen de Aránzazu que tuvo su capilla, que quedaba en el cementerio, y que debió derruirse en el siglo XX, a raíz de la supresión del convento. 
En la visita del comisionado Rodrigo Zapata el 16 de septiembre de 1629, este destacó la considerable disminución de los indígenas con relación al año 1617, cuando quedaban 4696. En ese momento La Palma pertenecía a la provincia de Mariquita.
A mediados del siglo XVIII, padeciendo la ciudad una gran crisis económica, escaseó la moneda y se volvió al trueque; sin embargo, como equivalencia o patrón para sus transacciones se eligió el "hilo de algodón de la tierra" o pábilo, con el que se comerciaba en grandes cantidades con la ciudad de Honda, donde se cambiaba por algunos artículos de primera necesidad. 
En 1807 el corregidor de los indígenas panches gestionó el establecimiento de estafetas para llevar el correo de La Palma a Villeta y hacer conexión con el de Santa Fe a Honda; seguidamente pidió el mismo servicio para los pueblos de Caparrapí, La Peña y El Peñón, lo cual ya funcionaba el 12 de diciembre de este año. El 5 de enero de 1808 solicitó la creación de una administración subprincipal de correos en La Palma y por decreto de 1 de febrero se oficializó el servicio de estafetas en toda la provincia.

### Periodo Republicano
La ciudad y el partido fueron reconocidos al participar el bachiller José Ignacio de Vargas en su representación en el Colegio Constituyente que votó la primera Constitución de Cundinamarca, el 30 de marzo de 1811, y en el Colegio Electoral que votó la del 17 de abril de 1812 por Santiago de Vargas y Clemente Calderón. 
Por decreto de 23 de marzo de 1822 el vicepresidente y general Francisco de Paula Santander reorganizó los cantones de la provincia de Mariquita. El de La Palma fue integrado por las parroquias de Caparrapí, La Peña, El Peñón de Terama, Topaipí, Yacopí y Murca. Por ley del 25 de junio de 1824, que reformó la división territorial del país, se formó el departamento de Cundinamarca con las provincias de Bogotá, Antioquia, Neiva y Mariquita, formada ésta por los cantones de Honda, Mariquita, Ibagué y La Palma. 

Por ley del 14 de mayo de 1857 se anexó la banda oriental del Magdalena entre Chaguaní y límite con Vélez, a la provincia de Bogotá; pero el Congreso el 6 de mayo de 1852 había subdividido la de Bogotá en cuatro provincias, una de ellas la de Zipaquirá, en la que se incluyó La Palma. 

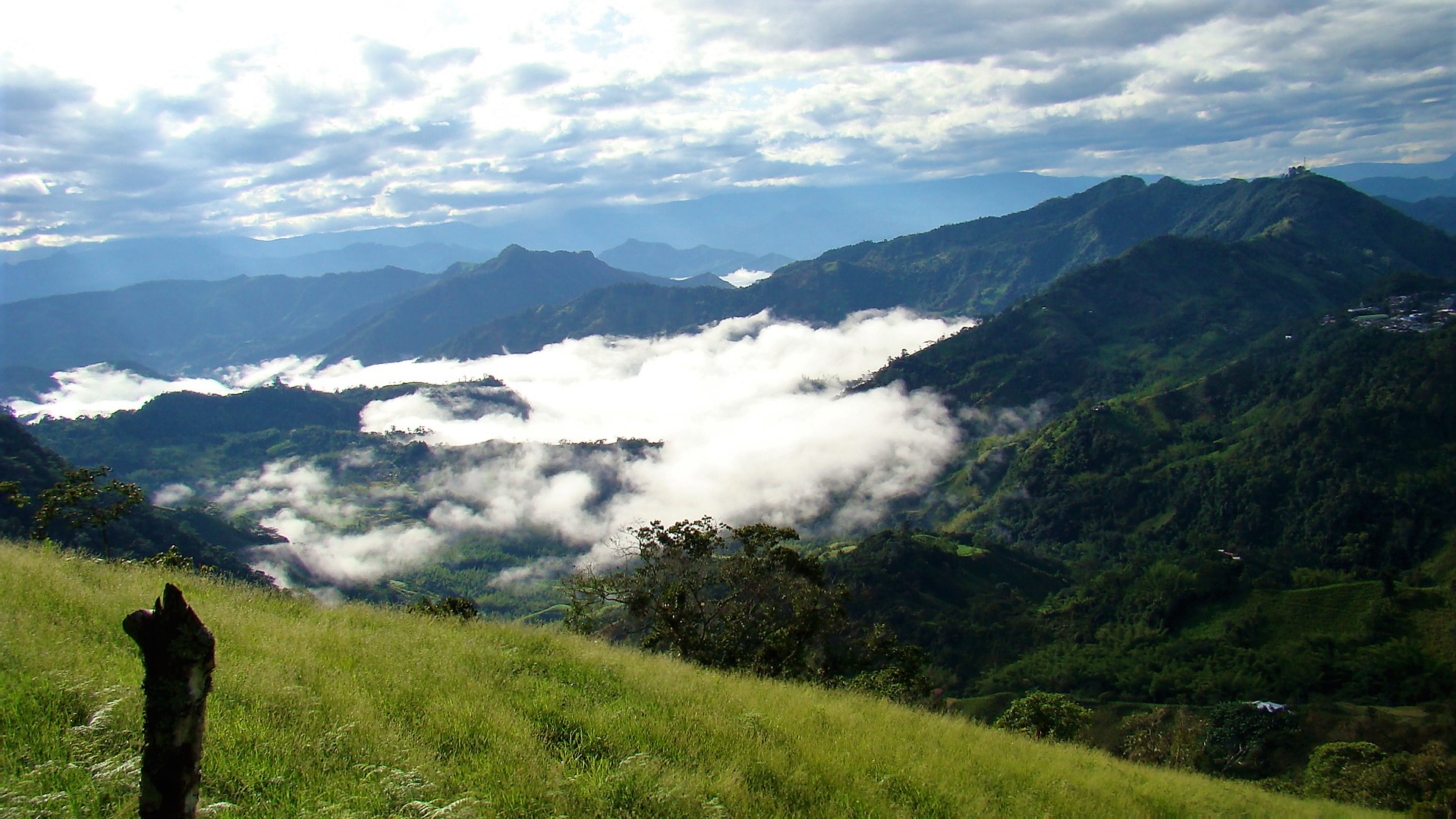
Mirador del alto de Paz Paz

Por ley del 14 de noviembre de 1857 La Palma se agregó al departamento de Guaduas, y por ley del 7 de julio de 1860 al de Honda. Por ley del 22 de enero de 1873 se creó el departamento de La Palma, confirmado por decreto n.º 53 de 16 de enero de 1886 del Estado Soberano de Cundinamarca, que le agregó el de Topaipí. Por decreto 248 de 31 de agosto de este año se suprimió el departamento y La Palma, como distrito, se anexó al departamento de Guaduas.

Nueva vida dio el cultivo de café, introducido hacia 1870 por Fidel Rueda en su finca San Juanito y continuado por Ismael Escobar en la de Riofrío, de cuya hacienda se extendió a toda la región. El laboreo del grano y su transporte a los puertos de exportación, como el de Honda, determinó un intenso comercio y tráfico a través de los caminos reales. 

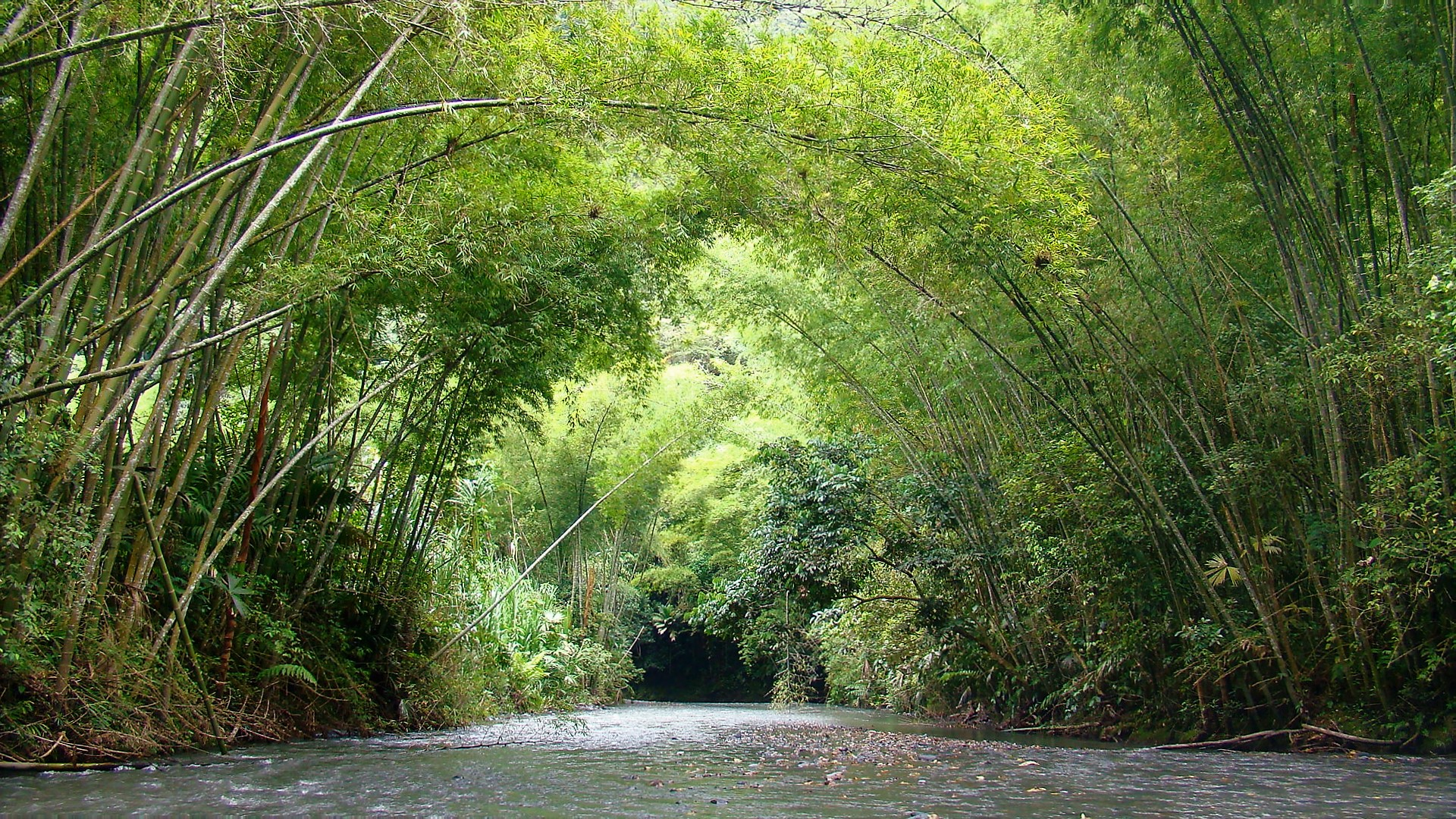
Río Murca en La Palma Cundinamarca Colombia

La actual iglesia parroquial fue mandada a hacer a finales del siglo XIX por el párroco Feliciano Vega, bajo la dirección del maestro Agustín López siguiendo el mismo estilo de la de Zipaquirá. El 3 de octubre de 1902 fue fusilado en el atrio de la iglesia el general Tomás Lawson por orden del general Rogelio Riveros. También fueron fusilados sus compañeros Dionisio Marroquín y su corneta Segundo Quiceno. Personaje venerado y santificado a quien se atribuyen obras milagrosas es fray Juan Martín de La Palma, franciscano.

### Conflicto armado interno en Colombia

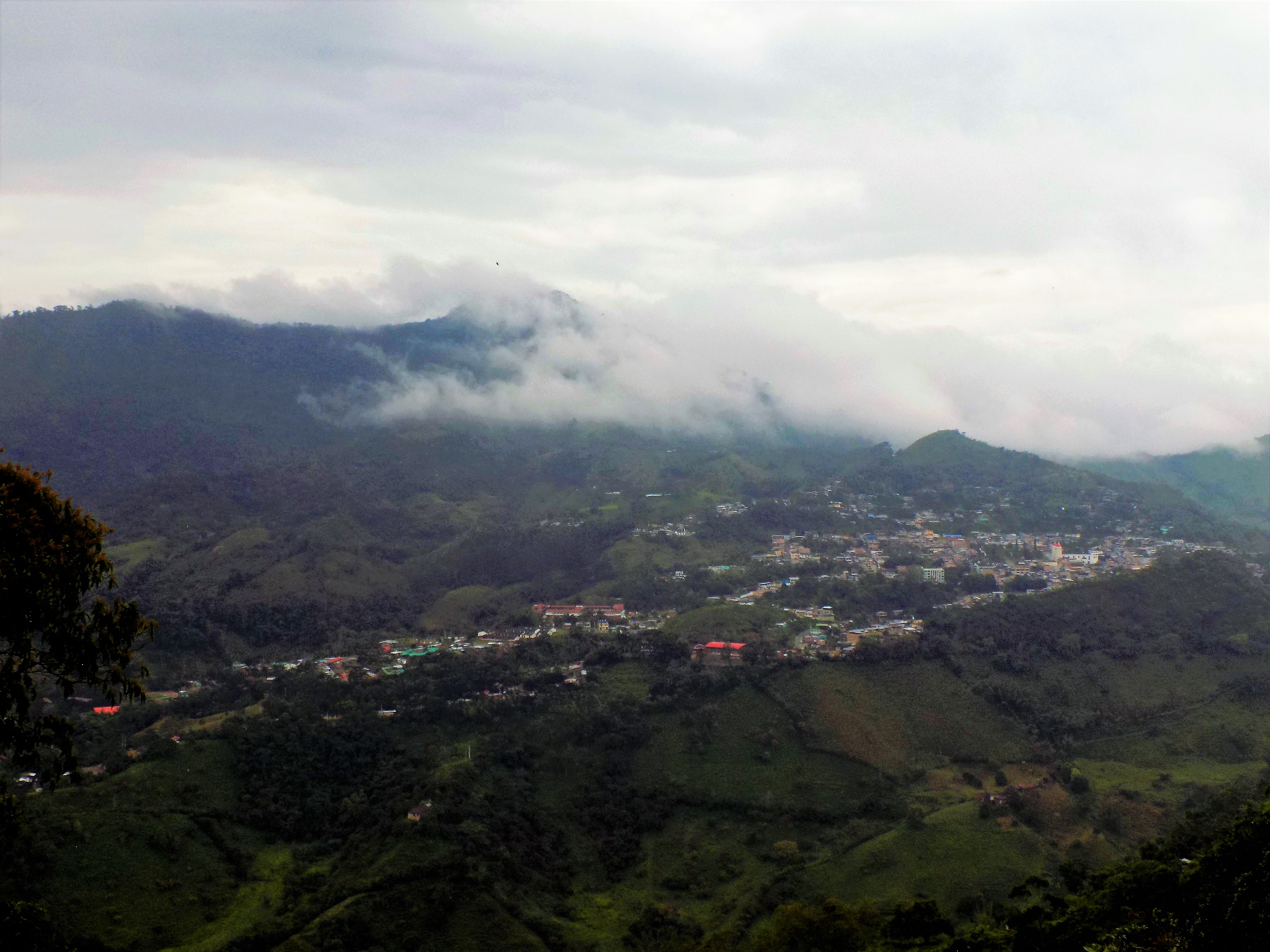
La Palma vista desde Alto Grande

En la década de 1950 la violencia bipartidista en Colombia, provocó el desplazamiento interno, la muerte y tortura de miles de personas, entre ellos un número significativo de palmeros, y en los años 1980 la población vivió la influencia del narcotráfico.

A mediados de 2002, en la época de posicionamiento a la presidencia de Álvaro Uribe Vélez, se produjo una gran oleada de desplazamiento forzado ocasionado por el conflicto armado entre el frente 22 de las FARC y las Autodefensas Unidas de Colombia, grupo paramilitar responsable de desplazamientos forzados de cientos de familias en veredas tales como Minipí de Quijano, El Portachuelo, La Hoya de Tudela, Cancan y poblaciones aledañas, donde como consecuencia se produjo un alto número de asesinatos y masacres.

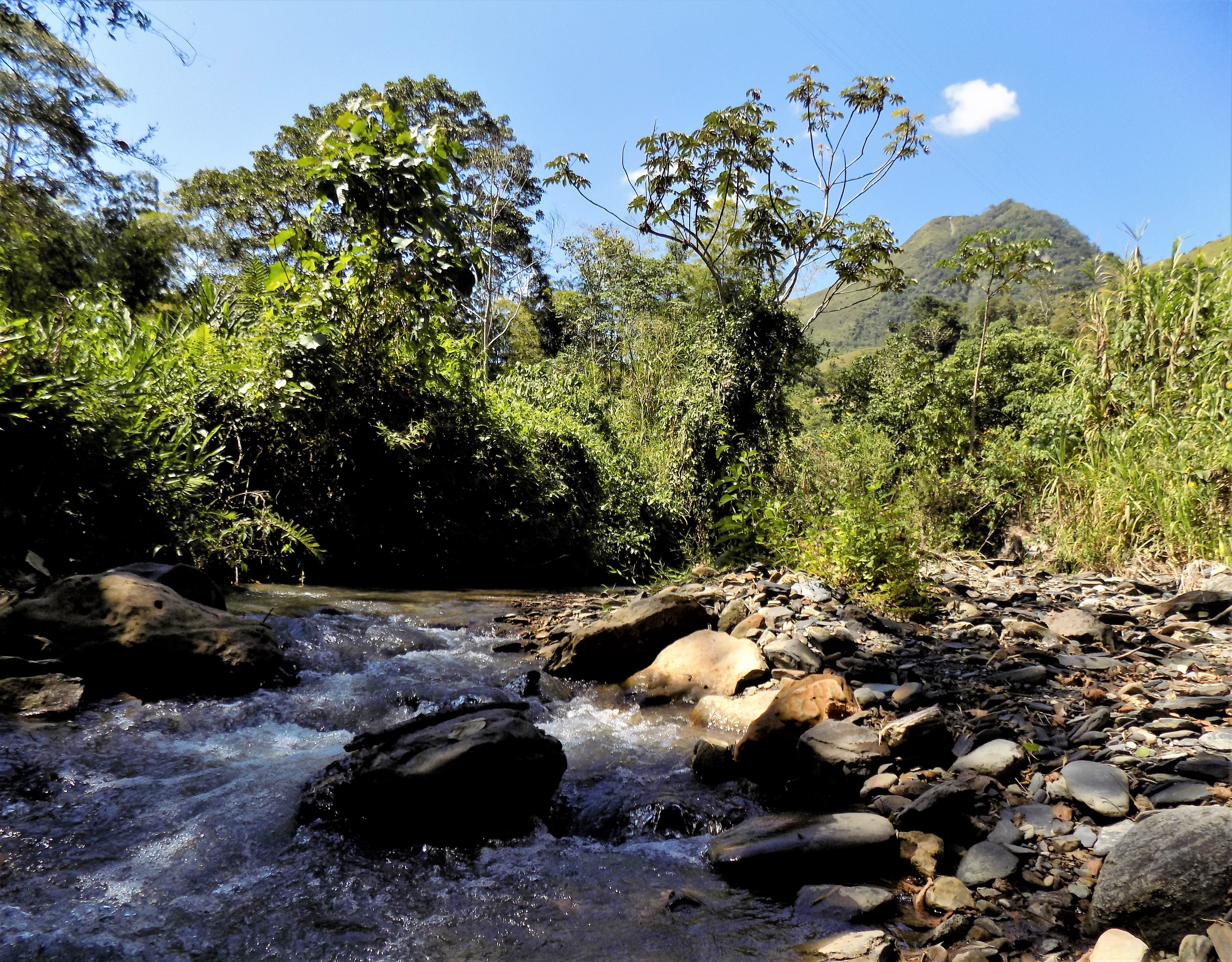
Quebrada Alpujarra en La Palma, Cundinamarca

La concentración del grupo guerrillero se produjo en diferentes poblaciones del municipio, sin embargo, esta se vio reflejada en mayor cantidad en las veredas Hoya de Tudela y Cancan, donde dicho grupo alojaba secuestrados y provisiones alimenticias.
Luego de producida la entrega de armas por parte de grupos paramilitares, se inició un periodo de regreso a sus tierras por parte de las familias víctimas del conflicto armado y un periodo de constante vigilancia e intervención del Ejército colombiano en las zonas más afectadas por el conflicto. Actualmente, las zonas afectadas años atrás, representan una base fundamental para la economía del municipio. Hoy día las veredas se caracterizas por tener un alto número de pobladores, una reactivación de la agricultura y zonas tranquilas sin conflictos y con gran capacidad de recepción de turistas.

## Geografía
La Palma está ubicado al nororiente de Bogotá, ciudad de la cual dista a 150 kilómetros por carretera. Esta localidad se encuentra a 1.462 metros sobre el nivel del mar, y tiene una temperatura que oscila entre los 18 y 21 °C y se puede clasificar como clima templado húmedo. Tiene una extensión de 19.067,34 Hectáreas, distribuidas en la zona rural (en 19.001,08 Has) y zona urbana (66.26 Has).

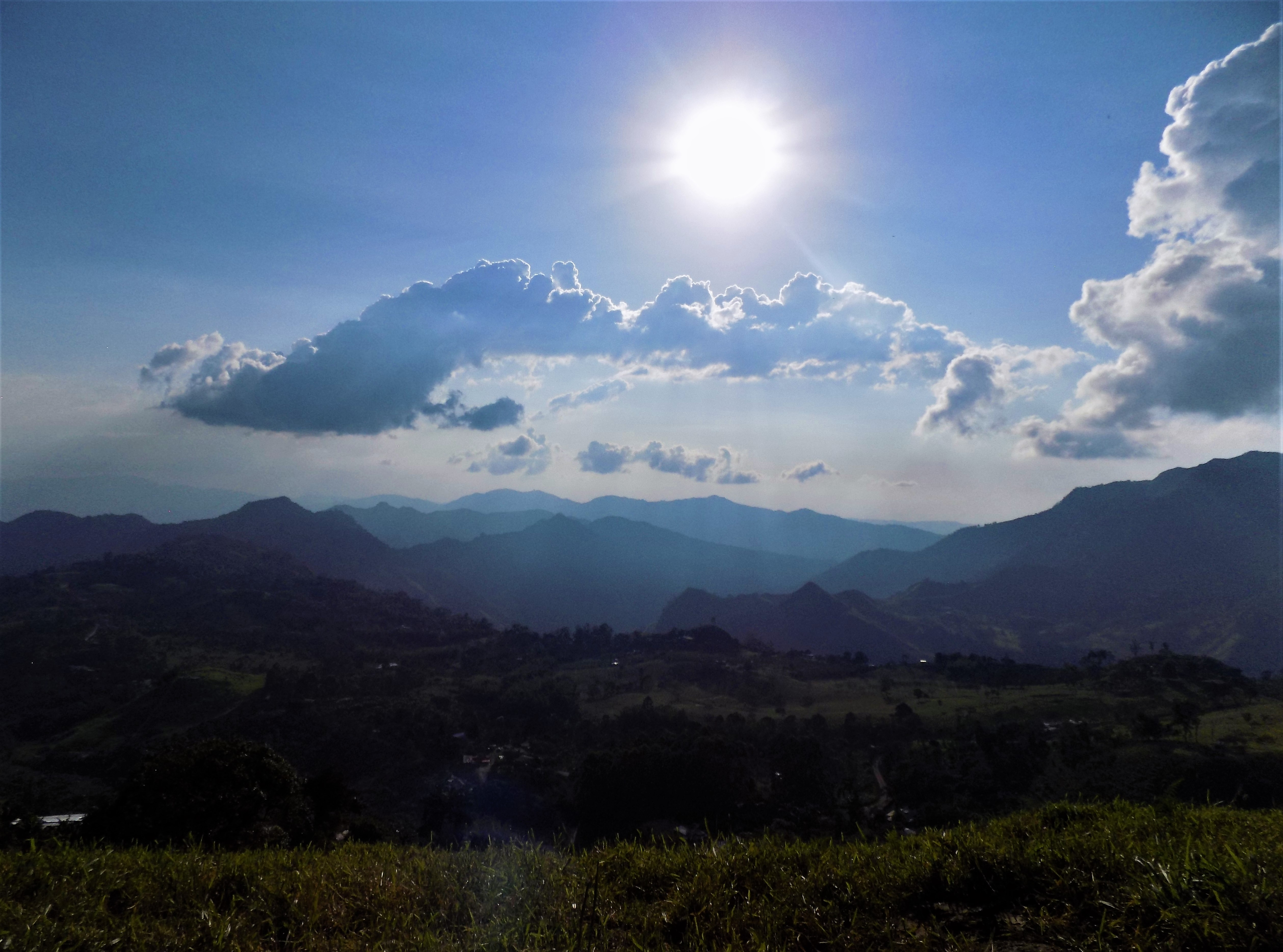
Paisajes de La Cañada. La Palma (Cundinamarca)

Debido a su situación geográfica su relieve es montañoso, de topografía quebrada y enmarcada por la cuenca del río Negro. El municipio también es bañado por el río Murca y por numerosas quebradas.

### Límites
La Palma está delimitada por los siguientes municipios:
| Noroeste: Caparrapí | Norte: Yacopí | Nordeste: Topaipí                      |
| Oeste: Caparrapí    |               | Este: Límites entre Topaipí y El Peñón |
| Suroeste: Útica     | Sur: La Peña  | Sureste: y El Peñón                    |

## División administrativa

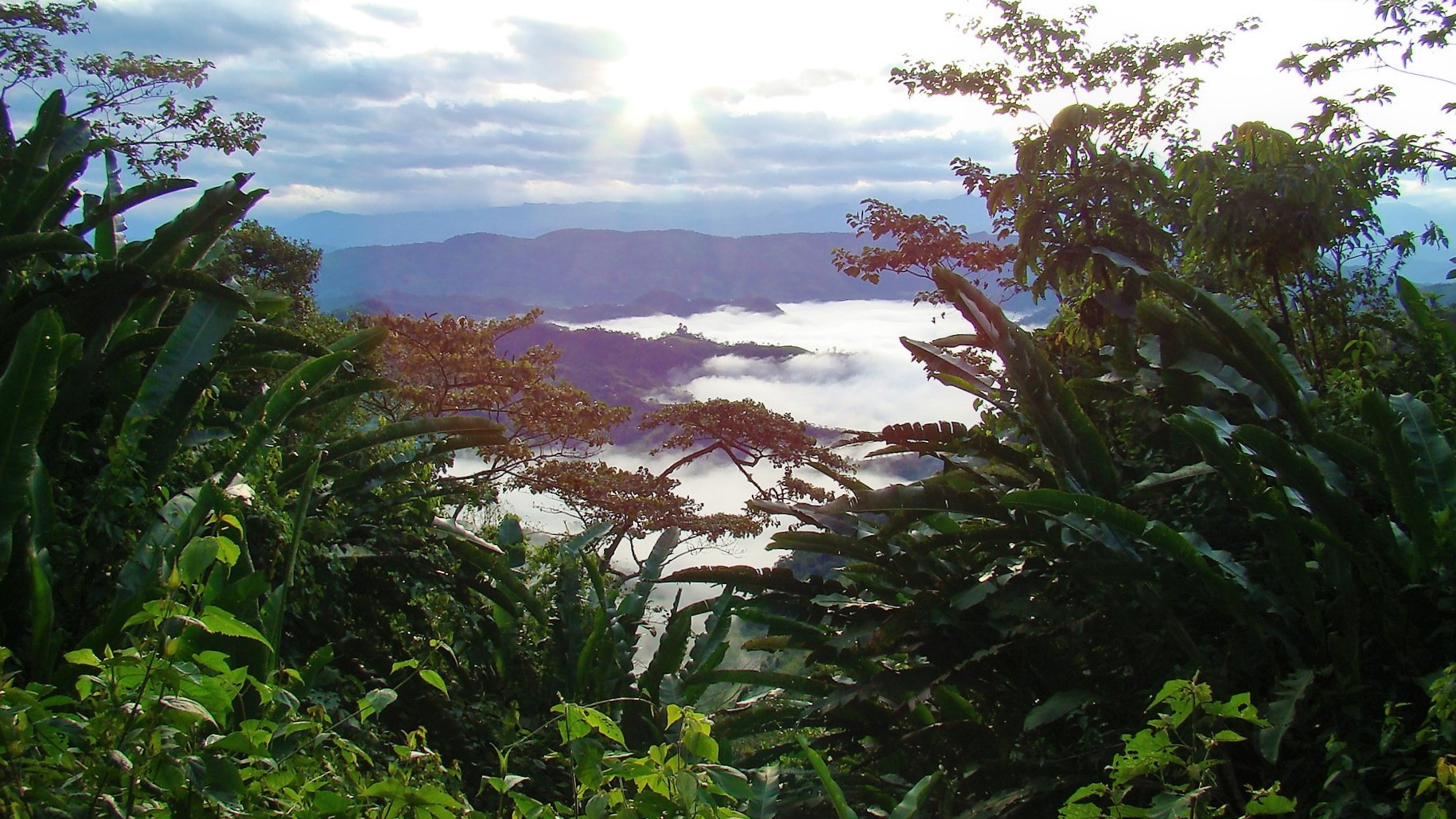
Panorámica desde la vereda Paz Paz

La Palma está constituido por 56 veredas en su área rural: Alpujarra, Alto de Izacar, Alto de Salinas, Alto Grande, Amococo, Atico, Avipay, Boquerón, Cañas Verdes, Cantagallo, El Barrancón, El Batán, El Castillo, Elegido, El Hato, El Hoyo, El Potrero, El Quake, El Salitre, Garrapatal, Hinche Alto, Hinche Bajo, Hortigal, Hoya de Tudela, Izama, La Aguada, La Cañada, La Enfadosa, La Hermosa, La Laguna, La Montaña, La Puente, Las Vueltas, Llano Grande, Loma de Enmedio, Los Tiestos, Marcha, Minasal, Minipí de Quijano, Minipí de Trianas, Minipí de Vanegas, Montañas Pastales, Murca, Naranjal, Omopay, Paz Paz, Portachuelo, Río Frío, Rionegro, Sabaneta, Sarrapopa, Supane, Tabacal, Talanquera, Taucury, Tenerife, Zarza y Zumbe.
En su casco urbano tiene 20 barrios

## Demografía

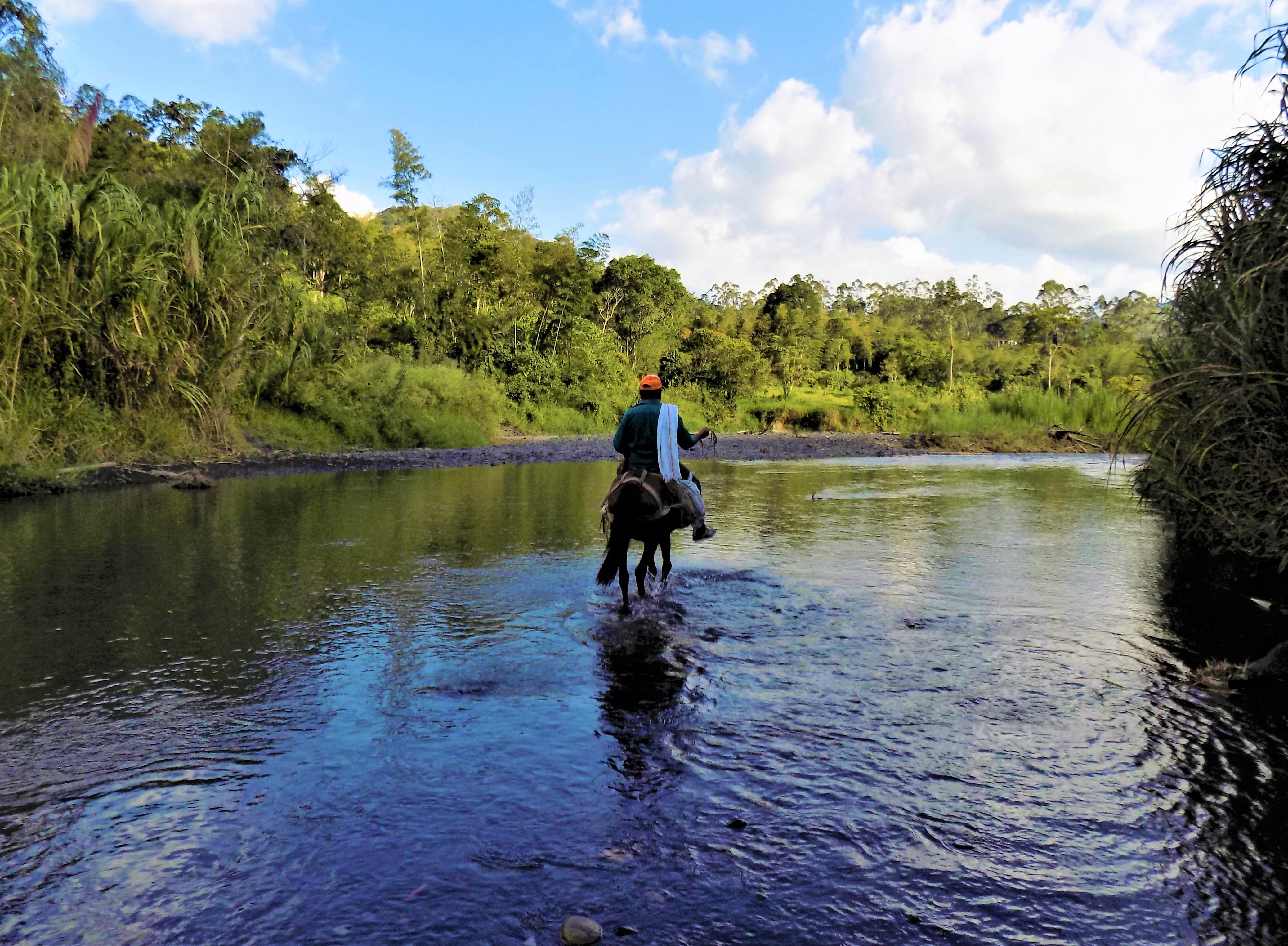
Campesino cruzando el río Murca que demarca el límite entre La Palma y Topaipí

En cuanto al aspecto socio- económico la población está distribuida en clase baja, media, y alta donde se agrupan profesionales de diferentes ramas laborales. El municipio cuenta con 6169 predios[cita requerida], de los cuales 4475 están ubicados en los sectores rurales y 1694 en el sector urbano. Se observa en el sector rural un 25,5% de los predios con extensión inferior a una (1) hectárea, igualmente el 36,2% de los predios tiene áreas entre una (1) y tres (3) hectáreas. La mayor parte de las tierras son minifundios cultivados principalmente con café y productos alimenticios de primera necesidad, como yuca, plátano, tomate, maíz, árboles frutales, etc. Otro renglón importante de la  economía es la producción de caña de azúcar y la ganadería. La economía se basa en el comercio organizado por tiendas, almacenes, droguerías, restaurantes, compras de café, entre otros, donde se expenden los productos de la región y de la capital necesarios en la canasta familiar. Hay también  un significativo comercio informal.
Los grupos ocupacionales que abarcan el mayor número de personas son agricultores, ganaderos, jornaleros, obreros, comerciantes, empleados públicos y privados.
De acuerdo con la información censal 2005 suministrada por el DANE, el municipio de La Palma contaba para ese año con un total de 9.918  habitantes; 48.6% eran mujeres y el 51.4% eran hombres. Dicha población habría ascendido a más de 11000 personas en el 2024, según las estimaciones del DANE. Según la base del Sisbén en La Palma habría 11092 habitantes, distribuidos así: 5736 hombres y 5358 mujeres. 

## Economía
La Palma tiene una economía basada en la producción agropecuaria. La caña panelera es un producto que, en su rentabilidad ha mejorado gracias mediante convenios con la Secretaría de Agricultura, Acción Social y la Corporación Autónoma Regional (CAR). La Palma cuenta con varios trapiches que conforman una fuente de trabajo para los campesinos y las enramadas trabajan bajo normas del INVIMA.
El café se explota técnicamente utilizando variedades mejoradas como caturra. En 2015, el cultivo de café beneficiaba a 1848 familias rurales en una extensión de 765.8 hectáreas.

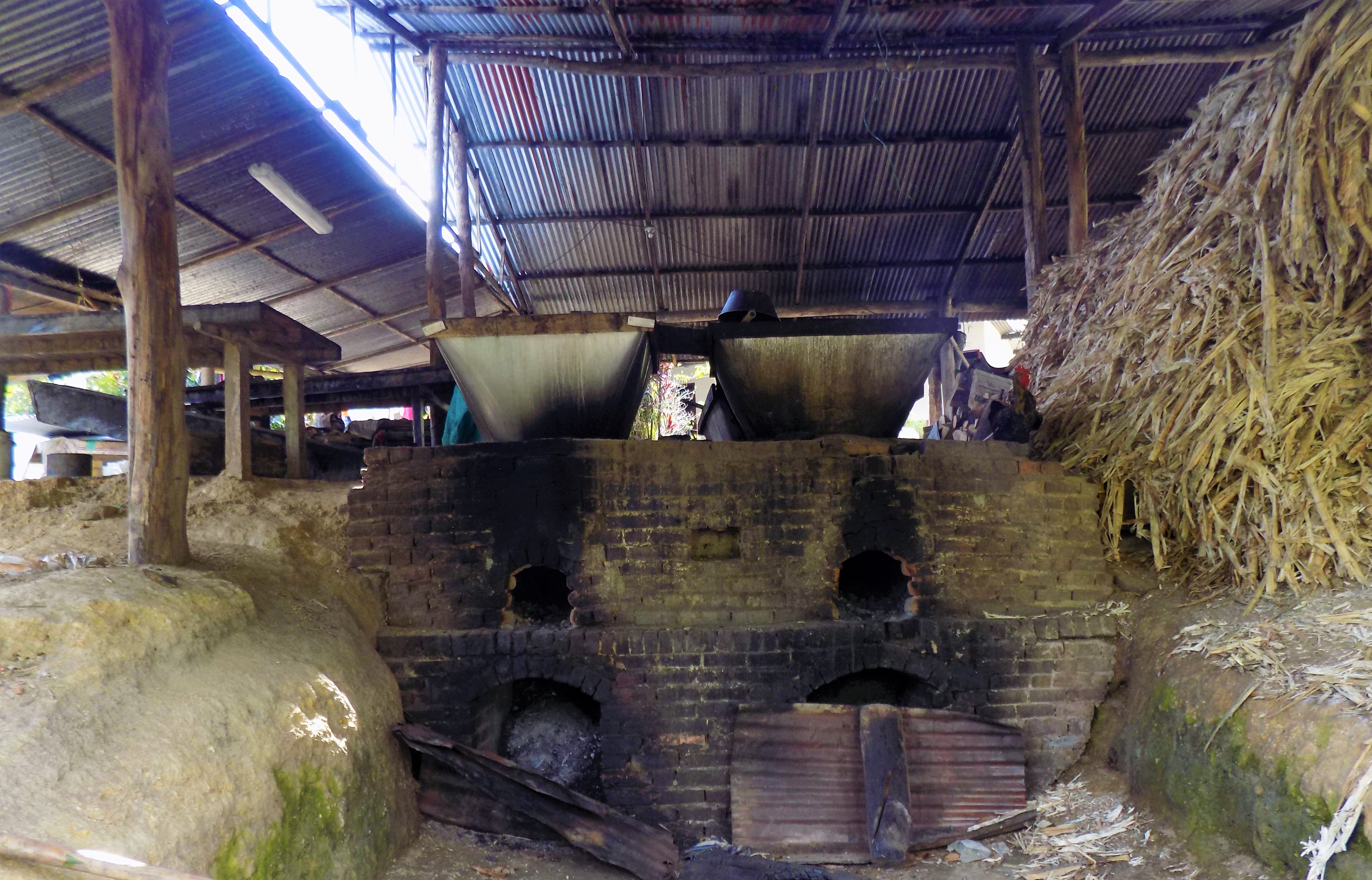
Producción artesanal de Panela

Por otra parte, en el 90% de los predios que se cultivan el plátano y la yuca, su comercialización se lleva a cabo para el consumo interno y en municipios vecinos.
La comunidad ha sufrido los percances de la violencia, que unido con el calentamiento global ha generado descontrol en el manejo de los cultivos. Además, La Palma se ve afectado en el sector agropecuario por la falta de tecnificación. Los cultivos son en un 95% de explotación artesanal y se tiene una baja productividad ganadera ya que se maneja una ganadería extensiva. Las explotaciones agropecuarias están dadas en más de un 90 % por pequeños productores que tienen poco acceso a nuevas tecnologías.

## Educación
La infraestructura educativa de La Palma es amplia, existen escuelas y colegios en diferentes veredas para mayor facilidad para los estudiantes y sus padres.

Existen escuelas como La Escuela El Egido, La Enfadosa, Marcha, Las Vueltas, Hinche Alto, Alto de Salinas, Zumbe, Hinche bajo, La Hoya, El Castillo, la escuela Rural Rionegro, un colegio Rural Colegio Minipí de Quijano, el cual tiene hasta undécimo grado de educación, y el colegio básico posprimaria rural Hortigal que posee a partir del año 2011 el bachillerato completo, entre otras escuelas rurales.

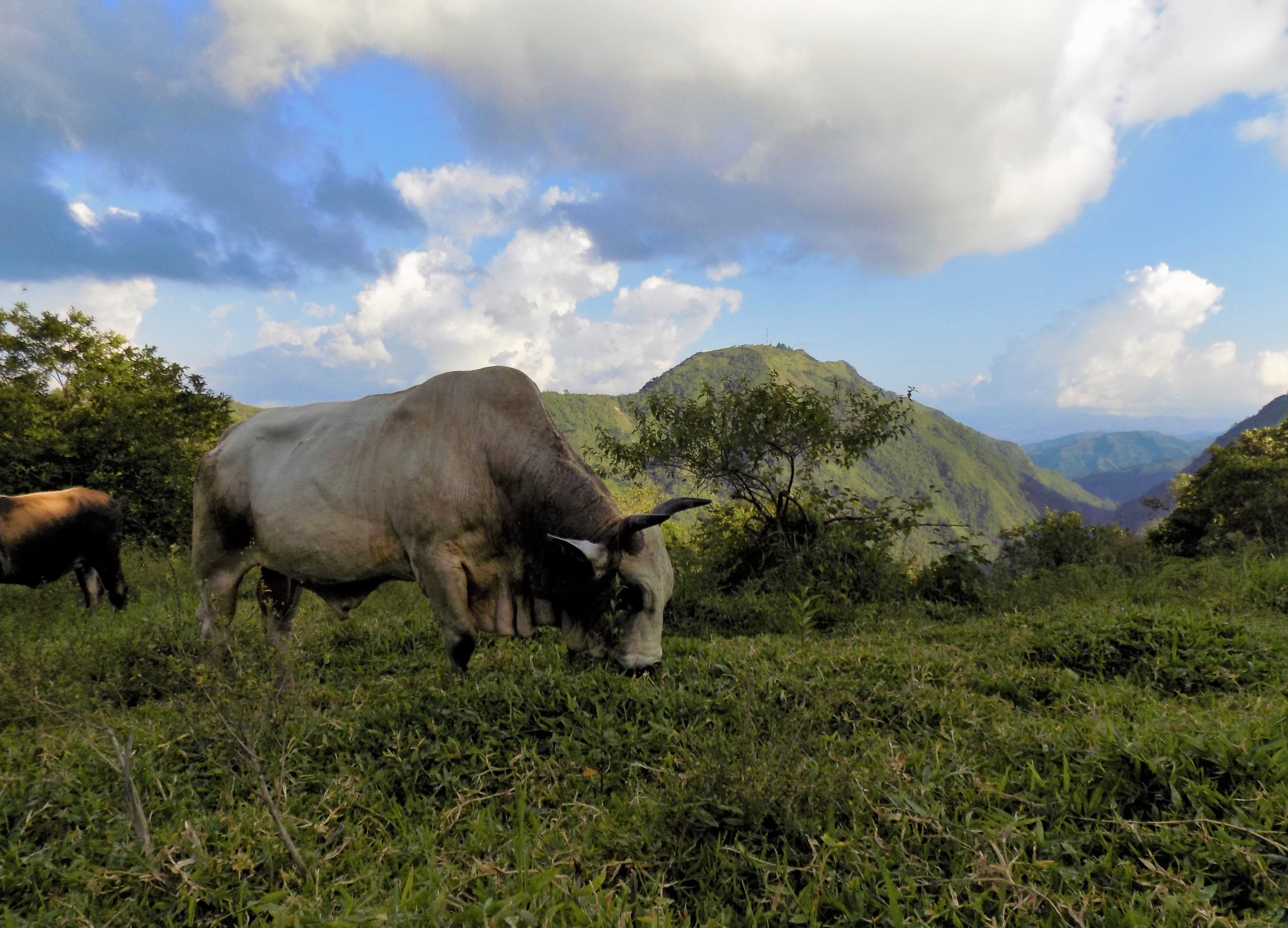
Ganado vacuno, finca La Cuenchar

En La Palma existen dos colegios: Colegio Calixto Gaitán y Colegio Escuela Normal Superior Divina Providencia, entidad formadora de maestros que cuenta con educación media y superior.
En la actualidad se da la oportunidad de una educación superior que se halla igualada con el Servicio Nacional de Aprendizaje (SENA), dando oportunidad a los jóvenes egresados de la media de continuar sus estudios superiores sin necesidad de hacerlo fuera de su ciudad de residencia. Asimismo, se da formación en lenguas extranjeras en distintas escuelas de formación extraescolar.

## Sitios populares

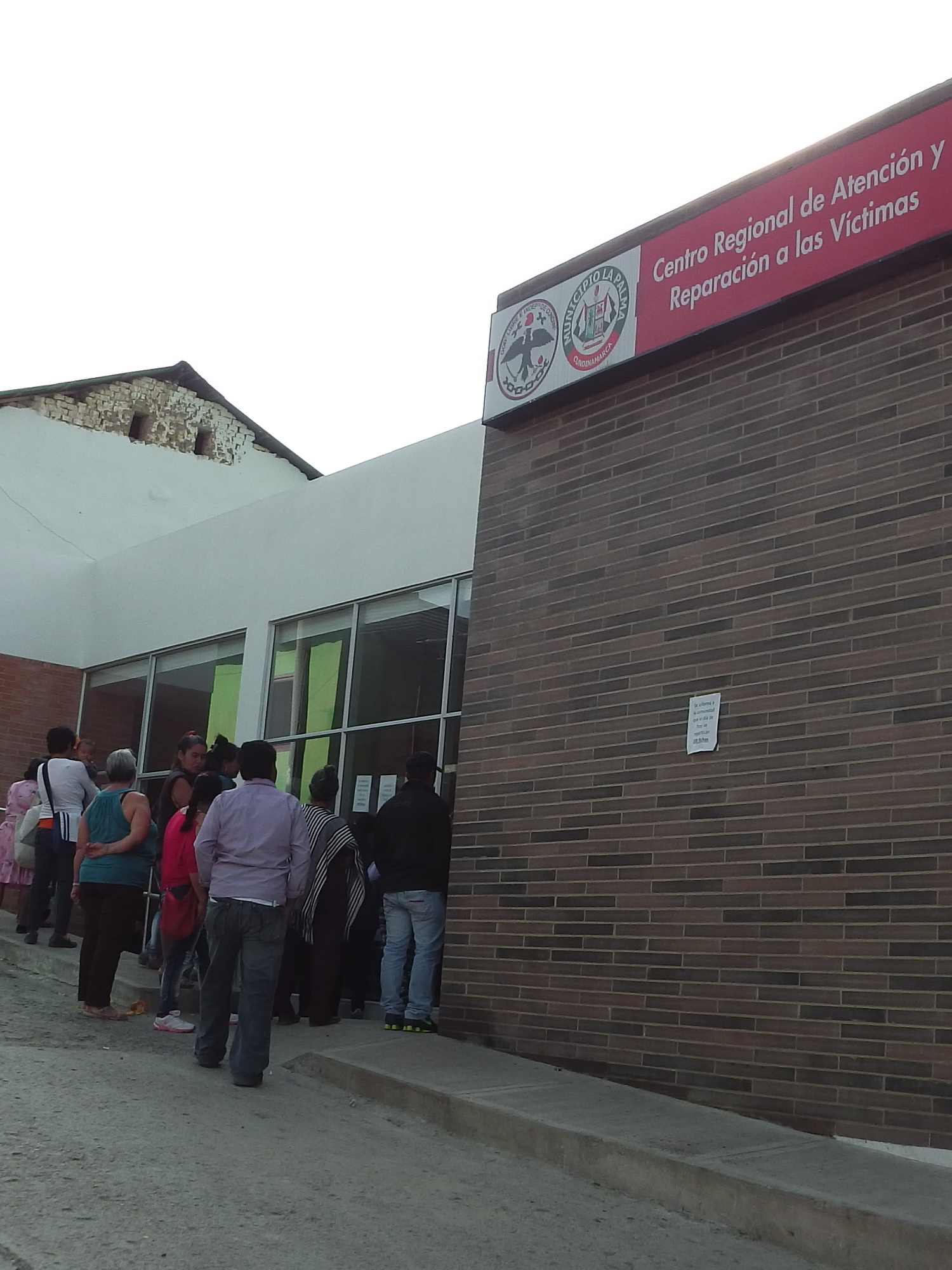
Centro regional de atención a víctimas de La Palma.

- Iglesia de Nuestra Señora de la Asunción.
- Alto de la Cruz.
- Río Murca.
- Puente de oro.
- Cueva de los Indios.
- Parque principal.
- La Cuenchar: finca típica de cultivos.
- Vereda La Huerta: lugar de siembras, principalmente de maíz y caña.
- Vereda El Portachuelo-La Hoya.
- Barandillas.
- Capilla y Catedral de Santa Bárbara.
- Cordillera Buenavista.
- Cordillera La Mesa.
- Cordillera Las Lunas.
- Cordillera Vainillas.
- La Hoya de Tudela.

## Movilidad
Respecto a las vías de comunicación el municipio cuenta con vías carreteables en las cuales se puede conectar desde Puerto Salgar y Guaduas por variante de la Ruta Nacional 50 y por esta última al sur desde Bogotá por Villeta hacia el norte por Útica y Caparrapí y más al norte a Yacopí hasta Muzo en Boyacá. Algunas de estas pavimentadas; en épocas de invierno sufren numerosos derrumbes que algunas veces incomunican totalmente al municipio. Gran número de veredas se comunican con el casco urbano por vías carreteables. Los caminos veredales facilitan la comunicación de unas veredas con otras, uno de los medios de transporte más empleado sigue siendo el caballo o la mula.